# (253) Mathilde
(253) Mathilde – mała planetoida z pasa głównego.

## Odkrycie
Planetoida została odkryta 12 listopada 1885 w Obserwatorium Uniwersyteckim w Wiedniu przez austriackiego astronoma Johanna Palisę. Nosi imię żony francuskiego astronoma Moritza Loewy’ego.

## Orbita
Orbita (253) Mathilde jest nachylona do płaszczyzny ekliptyki pod kątem 6,7°. Na jeden obieg wokół Słońca potrzebuje 4 lat i 112 dni, krążąc w średniej odległości 2,64 j.a. Średnia prędkość orbitalna wynosi ok. 17,98 km/s.

## Właściwości fizyczne
(253) Mathilde ma nieregularny kształt, jej rozmiary to 66 × 48 × 46 km. Jej albedo jest niskie i wynosi 0,04, a jasność absolutna to 10,3m. Średnia temperatura na powierzchni sięga ok. 174 K. Zalicza się do planetoid typu C; na powierzchni występują związki węgla, dlatego też jest bardzo ciemna, zbudowana z takich samych materiałów co meteoryty z grupy chondrytów węglowych. Ciało to bardzo wolno obraca się wokół własnej osi, pełny obrót trwa 17 dni, 9 godzin i 30 minut.
Na powierzchni jest wiele małych kraterów oraz jeden – w porównaniu do wielkości samej planetoidy – ogromnych rozmiarów – o głębokości ok. 10 km. Uderzenia o sile, która spowodowała powstanie tego krateru, Mathilde z pewnością by nie przetrwała w jednym kawałku. Stąd wysnuwa się wniosek, że jest ona zlepkiem wielu okruchów skalnych utrzymywanych razem siłą przyciągania.

## Badania bezpośrednie
27 czerwca 1997 roku sonda kosmiczna NEAR Shoemaker przeleciała w niewielkiej odległości od (253) Mathilde, wykonując szereg zdjęć. Jednak z powodu powolnego obrotu udało się zaobserwować tylko połowę powierzchni.

## Lista tworów geologicznych
Ze względu na bardzo ciemną (ciemniejszą od węgla) powierzchnię, kraterom na Mathilde nadano nazwy pochodzące od regionów Ziemi, w których wydobywa się węgiel kamienny.
| Krater      | Nazwa pochodzi od                   |
| ----------- | ----------------------------------- |
| Aachen      | Akwizgran, Niemcy                   |
| Baganur     | Bagnuur, Mongolia                   |
| Benham      | Benham, Kentucky, USA               |
| Clackmannan | Clackmannan, Wielka Brytania        |
| Damodar     | Damodar, Indie                      |
| Enugu       | Enugu, Nigeria                      |
| Ishikari    | Ishikari, Japonia                   |
| Jerada      | Dżarada, Maroko                     |
| Jixi        | Jixi, Chiny                         |
| Kalimantan  | Kalimantan, Indonezja               |
| Karoo       | Karoo, Republika Południowej Afryki |
| Kuznetsk    | Kuźnieck, Rosja                     |
| Lorraine    | Lorraine, Francja                   |
| Lublin      | Lubelskie Zagłębie Węglowe, Polska  |
| Maritsa     | Maritsa, Bułgaria                   |
| Matanuska   | Matanuska, Alaska, USA              |
| Mulgildie   | Mulgildie, Australia                |
| Oaxaca      | Oaxaca, Meksyk                      |
| Otago       | Otago, Nowa Zelandia                |
| Quetta      | Quetta, Pakistan                    |
| Similkameen | Similkameen, Kanada                 |
| Teruel      | Teruel, Hiszpania                   |
| Zulia       | Zulia, Wenezuela                    |